# Битва за мыс Глостер
Битва за мыс Глостер (англ. Battle of Cape Gloucester) произошла между силами союзников и Японии на острове Новая Британия территории Новой Гвинеи с 26 декабря 1943 по 16 января 1944 года на тихоокеанском театре второй мировой войны. В ходе операции «Колесо обозрения», составлявшей основную часть стратегии союзников в юго-западной части Тихого океана и части островов, американские войска высадились на Новой Гвинее и близлежащих островах. В ходе операции «Удар» первая дивизия морской пехоты США высадилась на острове Новая Британия с целью захвата двух японских аэродромов, которые обороняли части 17-й японской пехотной дивизии. Эта была вторая высадка первой дивизии морской пехоты в ходе войны после Гуадалканальской кампании.
Основная десантная операция состоялась 26 декабря 1943 года, когда американские морские пехотинцы высадились на обеих частях полуострова. Высадка на западе имела отвлекающую цель, десантники должны были перерезать прибрежную дорогу близ Тауали, чтобы ограничить свободу передвижения для японцев. Главные силы высадились на восточной части и двинулись на север к японским аэродромам. Сначала наступающие встретили лишь слабое сопротивление, но в дальнейшем болотистая местность вынудила американцев двигаться по узкой прибрежной дороге. Японская контратака ненадолго замедлила наступление союзников, но к концу декабря морским пехотинцам удалось захватить аэродромы и закрепиться там. Бои продолжались до начала января 1944 года, американским войскам удалось расширить плацдарм от аэродромов на юг по направлению к Борген-бей. Японцы прекратили организованное сопротивление 16 января 1944 года, когда американские войска захватили высоту 660, тем не менее, операции по зачистке продолжались до апреля 1944 года, пока на помощь морским пехотинцам не пришла американская армия.

## Прелюдия

### Географическое описание
Мыс Глостер находится на северном берегу полуострова на западной оконечности острова Новая Британия, который лежит на северо-восток от острова Новая Гвинея. Он лежит напротив полуострова Хуон Новой Гвинеи. Между ними находится остров Рук, от остальной суши его отделают проливы Дампира и Витязя. Ко времени битвы мыс Глостер относился к территории Новой Гвинеи. Мыс находится в 370 км к западу от Рабаула и в 394 км на северо-восток от Порта-Морсби. Полуостров к которому относится мыс представляет собой неровный полукруг от Лагун-пойнт на западе к Борген-бэю на востоке. У подошвы полуострова находится гора Талаве высотой в 2 км, это потухший вулкан, протирающийся от западу на восток. На юго-западе от Талаве находится малоактивный вулкан Ланкила высотой в 1200 м. Далее на юг находится другой потухший вулкан Танги высотой в 1700 м. Территория покрыта густым дождевым лесом, лугами травы аланг-аланг и глубокими мангровыми болотами. В 1943 году только несколько пляжей годились для высадки десанта, на берегу не было дорог, по которым могли бы быстро передвигаться войска и техника.
Температура воздуха меняется от 22 до 32 °C, высокая влажность, сильные дожди, особенно во время прихода муссонов с северо-запада, сезон муссонов продолжается до февраля. Американская авиация могла действовать из г. Финшхафен, но после февраля погода ограничивала воздушные операции, которые должны проводиться с мыса Глостер. Климат ограничивал сроки проведения операции на мысе Глостер. В 1943 году разведка союзников в этом районе оценила местное население вокруг мыса Глостер примерно в 3 тыс. чел. Существовали многочисленные деревни, разбросанные по четырём основным районам: на западном побережье, недалеко от Калинги; на западном берегу реки Итини на юге; вглубь страны от Саг Сага и к Тауали (на западном побережье); и к востоку от горы Танги, вокруг Ниапауа, Агулупеллы и Рельмена. До японского вторжения на Новую Британию в 1942 году на мысе Глостер было две европейские миссии: римско-католическая миссия в Калинги и англиканская миссия в Саг Саг.
Перед войной была оборудована посадочная площадка на относительно плоской равнине, находящейся на высшей точке полуострова. После японского вторжения на Новую Британию в начале 1942 года посадочная площадка была расширена, построены две взлётно-посадочные полосы (большая из которых была длиной 1200 м). Разведка союзников оценила этот район как непригодный для полномасштабного освоения: рифы на юге, западе и севере затрудняли движение крупных судов, не было защищённых якорных стоянок, подходящих для крупных судов. Несколько районов, подходящих для таких судов, были открыты с моря и не считались круглогодичными, они были подвержены влиянию смены сезонов. Тем не менее, небольшие суда могли ходить вдоль побережья, залив Борген превратился в плацдарм для походов барж между материковой частью Новой Гвинеи и главной японской базой у Рабаула на восточной оконечности Новой Британии.

### Стратегическая ситуация
К концу 1943 года после тяжёлых боёв ситуация на Новой Гвинее изменилась в пользу союзников. Планы японского наступления на Порт-Морсби в 1942 и в начале 1943 года провалились после битвы в Коралловом море и кампании за путь Кокоду. Японский плацдарм на Буна-Гона был впоследствии уничтожен, хотя это и стоило больших потерь. Японцы были вынуждены оставить борьбу за Гуадалканал, и союзники зачистили район Саламауа. Союзники перехватили инициативу и провели операцию Картвелл — серия операций по уничтожению японской базы на Рабауле и разрыв линий связи в юго-западной области Тихого океана. Операция планировалась как прелюдия к наступлению на Филиппины в 1944—1945 годах. 16 сентября 1943 австралийцы захватили Лэ, сразу после этого начался захват полуострова Хуон, чтобы захватить г. Финшхафен перед броском на Сайдор. Также союзники предприняли наступление на Маданг от Лэ через Маркхам и долины Раму. С началом наступления на полуостров Хуон командование союзников решило обезопасить фланг, упиравшийся в проливы Витязь и Дампира от угрозы со стороны японцев на Новой Британии.
22 сентября 1943 года генерал Дуглас Макартур отдал приказ о проведении операции «Декстерити» — вторжению на Новую Британию. Выполнение операции планировалось в несколько этапов, союзники прибегали к широкому манёвру, чтобы защитить западную часть острова до линии Гасмата-Таласеа на северном побережье. В этот план входила операция Бэкхандер — высадка на мысе Глостер с целью захвата и последующей эксплуатации двух японских военных аэродромов. После этого росла угроза и усиливалась изоляция главной японской базы в Рабауле, которая становилась целью мощных воздушных бомбардировок в октябре и ноябре с целью нейтрализовать гарнизон базы без необходимости штурмовать её. Второй целью было обеспечение свободного прохода кораблей Союзников через проливы, разделяющие Новую Британию и Новую Гвинею. Командующие союзников спорили о необходимости вторжения на Новую Британию. Генерал-лейтенант Джордж Кенни командующий ВВС союзников в юго-западной части Тихоокеанского театра полагал, что в высадке на мысе Глостер нет необходимости. На расширение захваченных аэродромов уйдёт слишком много времени, а темпы наступления союзников быстро докажут бесполезность аэродромов. Тем не менее, армейские и флотские командиры считали необходимым обеспечить безопасность прохождения конвоев через пролив Витязь для поддержки операций в западной части Новой Гвинее и на севере.
Высадка в Гасмате позднее была отменена и заменена на диверсионную высадку у Аравы, где согласно плану нужно было оборудовать базу скорых РТ-катеров. Японцы полагали, что союзники при наступлении на внутренний японский периметр не будут обходить Рабаул и держали значительные силы для его обороны, тем самым сокращая силы, доступные для обороны западной части Новой Британии.

### Силы сторон
Ответственность за захват западной части Новой Британии была возложена на шестую армию (армия Аламо) генерала-лейтенанта Уолтера Крюгера. Для операции на мысе Глостер американские стратеги выделили первую дивизию морской пехоты под командованием генерал-майора Уильяма Рупертуса до этого сражавшейся на Гуадалканале. Для первой дивизии эта операция стала бы второй высадкой в ходе войны. Первоначальный план предполагал воздушный десант 503-го парашютного полка близ аэродромов вместе с двумя морскими десантами на каждой стороне полуострова. Два батальона седьмого полка морской пехоты должны были наступать на аэродромы с северных берегов залива Борген, остальные блокировали входные и выходные пути вдоль противоположного берега у Тауали. Тем не менее, воздушно-десантная операция была отменена из-за опасений переполненности аэродромов и возможных задержек в связи с погодой. Чтобы компенсировать недостаток были увеличены морские десантные силы. Основные силы, предназначенные для штурма, были взяты из 7-го полка морской пехоты (полковник Джулиан Н. Фрисби), усиленные первым полком морской пехоты (полковник Уильям Дж. Уэллинг). Резерв сформировал 5-й полк морской пехоты (полковник Джон Т. Селден). Артиллерийскую поддержку обеспечил 11-й полк морской пехоты (полковник Роберт Пеппер, позднее полковник Уильям Харрисон). Войска были разделены на три боевые команды обозначенные А, В, С. 5-й полк — А, 1-й полк — В, 7-й полк — С.
В середине 1943 года части первой дивизии морской пехоты всё ещё находились в Австралии, но были выведены оттуда после Гуадалканальской кампании. В это же время в августе и сентябре были проведены пробные высадки вокруг залива Порт-Филлип перед выдвижением дивизии к передовым пунктам сбора на Новой Гвинее. Однако большая часть амфибийной техники Союзников была связана участием в действиях у полуострова Хуон, что ограничивало учения до ноября 1943 года. Боевые команды выдвинулись в три точки сбора — бухта Милн, мыс Судест и остров Гуденаф. Дальнейшие пробные десантирования были проведены в декабре 1943 года вокруг залива Таупота, до их концентрации на мысе Судест в бухте Оро к юго-востоку от Буны.
Американским войскам противостояли части 17-й дивизии (генерал-лейтенант Ясуси Сакаи), которая до переброски на Новую Британию в октябре и ноябре 1943 года несла службу в Китае. Эти силы называемые «группа Мацуда» (командир генерал-майор Ивао Мацуда) состояли из 65-й бригады, которой были приданы 53-й и 141-й пехотные полки и части 4-й корабельной группы. Эти войска были поддержаны полевой и зенитной артиллерией и разнообразными частями усиления, включая сапёров и сигнальщиков. Перед сражением близ мыса Глостер находилось 3883 человек. Штаб Мацуды располагался в Калинги вдоль прибрежной железной дороги, идущей на северо-запад из Маунт-Талаве в пределах 8 км от мыса Глостер. После бомбардировок Союзников перед сражением штаб был переброшен в Эгароппу, ближе к бухте Борген. Штаб в Калинги занял полковник Коки Сумия, командир 53-го пехотного полка, оборонявшего аэродромы силами первого батальона полка при поддержке двух артиллерийских батальонов, роты тяжёлого вооружения и зенитного-артиллерийского батальона. 2-й батальон 53-го пехотного полка пребывал в резерве у Накаропа, в то время как 141-й полк (полковник Кэнсиро Катаяма) находился далеко на юге у мыса Бушинг. Ко времени высадки на мысе Глостер боеспособность японских частей снизилась из-за болезней и недостаточного снабжения вызванного пресечением доставки посредством береговых барж. Поддержку с воздуха обеспечивали военно-морской 11-й воздушный флот и 6-я воздушная дивизия.

### Подготовка
Срок высадки на мысе Глостер был назначен на 26 декабря. Стратеги решили устроить до начала операции склад амуниции, достаточный для месяца боевых действий у бухты Оро. Груз решили доставить к 16 декабря и перевозить оттуда на мыс Глостер по потребности на десантных кораблях. За день до высадки начались вспомогательные операции. 112-й кавалерийский полк армии США высадился в Араве, чтобы перерезать путь для японских подкреплений и снабжения с востока на запад и отвлечь внимание противника от высадок на мысе Глостер. Высадка в Араве отвлекла около тысячи японских военных от мыса Глостер.
За несколько месяцев до высадки авиация Союзников (в основном пятый воздушный флот ВВС США) наносила удары по местности вокруг аэродромов и по прибрежным равнинам между мысом Глостер и Натамо к югу от бухты Борген. Японские укрепления были разрушены, аэродромы вокруг мыса Глостер с ноября были выведены из строя. Всего американская авиация совершила 1845 вылетов на мыс Глостер, потратив почти 3 млн патронов и 3926 тонн бомб. Также за несколько дней до высадки авиация AirSols (командования Союзников на Соломоновых островах) совершила несколько отвлекающих вылетов, сфокусировав усилия на японских аэродромах вокруг Рабаула, в то время как военно-морская авиация бомбила Кавиенг. Также произошли налёты на Мадан и Вевак. В то же время Союзники провели обширную воздушную разведку области. В период с сентября по декабрь 1943 года несколько команд морской пехоты, разведчиков Аламо и австралийских Береговых наблюдателей трижды высаживались с РТ-катеров в различных точках, исключая бухту Борген.
Японские оборонительные планы были сфокусированы на удержание сектора аэродромов. Вдоль побережья на западе и востоке были построены бункеры, окопы и укреплённые позиции. Самые мощные позиции находились на юго-востоке, для защиты подхода через плоские луга. У подошвы горы Талаве был построен комплекс, с которого открывался превосходный вид на аэродромы, обороняемые батальоном пехоты при поддержке вспомогательных войск и несколько орудий. На востоке полуострова пляжи вокруг Силимати, обрамлённые непроходимыми болотами были в основном оставлены без укреплений. Японская оборонительная схема предполагала удержание нескольких высот, высоты Цель и высоты № 660 и сохранение контроля над береговыми дорогами, что позволяло быстро перебрасывать силы в ответ на вражеское наступление.

## Высадка
Командование Союзников планировало высадки в нескольких точках на обоих берегах мыса Глостер (на востоке и запада полуострова), после чего предпринять наступление на север на аэродромы мыса Глостер. Последние учения были проведены 21 декабря, после чего утром в день Рождества войска погрузились на суда в бухте Оро и на мысе Кретин, близ Финшхафена. Конвой (боевая группа 75) возглавил контр-адмирал Дэниел Барби, группа состояла из девяти APD (быстроходные транспорты), 19 пехотных десантных судов (LCI), 33 танкодесантных корабля (LST), 14 десантных катеров (LCM) и 12 штурмовых танкодесантных катера, группу сопровождали 12 эсминцев (среди которых был флагман эсминец «Канингхэм»), три минных тральщика и два амфибийных транспортных средства (DUKW), транспортируемые на борту десантных катеров. Эти два DUKW должны были поддержать высадку десанта на западе, в то время как два LCI были модифицированы для поддержки высадки на востоке.
Войска разместились на борту APD, тяжёлая техника, включая бульдозеры, танки и грузовики были погружены на LST. Для снабжения штурмовых войск было выделено пищевых рационов на 20 дней, для войск высаживающихся впоследствии — на 30 дней. Обе группы несли с собой по три боекомплекта. Боезапас сил ПВО был рассчитан на пять дней. Тем не менее, пространства на кораблях не хватало и в некоторых случаях эти планы не выполнялись. Чтобы ускорить разгрузку и сократить загруженность восточных пляжей была применена схема мобильного снабжения, грузы были погружены прямо на 500 единиц 2,5-тонных грузовиков. Грузовики должны были прибыть на берег вместе с первым эшелоном (штурмовые войска, высаживающиеся утром). Они могли выехать прямо из трюмов LST и перебросить грузы к нескольким точкам, а потом снова погрузиться на борт LST, на которых в полдень прибудет второй эшелон (последующие войска). В каждом транспорте и в нескольких LST находились медицинские команды, включавшие врачей и санитаров. Они должны были образовать цепь эвакуации, для переброски раненых к мысу Судест, где на борту LST был оборудован плавучий госпиталь на 88 коек, который должен был стать перевалочным пунктом для раненых до их доставки в базовые береговые госпитали.
Боевую группу эскортировали крейсера и эсминцы ВМС США и Австралии из боевой группы 74 под командованием контр-адмирала Виктора Кратчли (Королевские ВМС Британии). Конвой на скорости 12 узлов прошёл через пролив Витязь курсом на мыс Глостер, по траверзу островов Рук и Сакар. Во время этого похода патрульные катера Союзников действовали на северных и западных подходах к проливу Дампира и южного побережья Новой Британии. Японский разведывательный самолёт заметил продвижение конвоя, как и японский наблюдатель с мыса Ярд-хант. В результате командующий японским юго-восточным флотом адмирал Дзинъити Кусака пришёл к ошибочному заключению, что конвой направляется к Араве в качестве подкрепления и отдал приказ о мощном авиаударе силами в 63 истребителя «Зеро» и 25 бомбардировщиков из Рабаула.

## Сражение
Основная операция началась утром 26 декабря с корабельного обстрела японских позиций на мысе, после чего последовали удары с воздуха ВВС США и Австралии. Для поддержки с воздуха были выделены 14 эскадрилий из первой боевой воздушной группы под командованием бригадного генерала Фредерика А. Смита (9 эскадрилий бомбардировщиков и 5 эскадрилий штурмовиков). Вдобавок несколько эскадрилий истребителей осуществляли боевое патрулирование, чтобы нивелировать угрозу со стороны японской авиации. Одна эскадрилья прикрывала подходящий конвой, три прикрывали зоны высадки и другие прикрывали корабли, которые должны были уйти после полудня. После авиаударов и выставленной дымовой завесы последовала высадка первой дивизии морской пехоты на пляжи Жёлтый-1 и Жёлтый-2 на востоке близ Силимати-пойнт и бухте Борген в 8 км на юго-востоке от аэродрома и отвлекающие действия на пляже Зелёный к западу у Тауали в 10,5 км от мыса Глостер. Главные силы высадились у Силимати-пойнт, в то время, как на западе высадился только один батальон . Десант был доставлен с мыса Судест на борту APD и был высажен на берег с десантных судов и различных кораблей, включая LST и LCI.

### Высадка на западе
Отвлекающая высадка у Тауали (пляж Зелёный) на берегу полуострова омываемой проливом Дампира была возложена на десантную команду № 21 (Landing Team 21), состоявшую из второго батальона первого полка морской пехоты с артиллерийской батареей 11-го полка морской пехоты. Отряд на 31 десантном корабле (пять LCI, двенадцать LCT и четырнадцать LCM) эскортировали два эсминца и два патрульных катера. Отряд вёз с собой пищевые рационы на 20 дней и 6 артиллерийских боекомплектов. После выходя из бухты Оро вместе с основной группой конвоя, десантная команда отделилась от главных сил, обогнула Финшхафен и пошла по своему курсу через пролив Дампира. После предварительного морского и воздушного обстрела в 07:30 было обнаружено, что японцы покинули свои позиции у пляжа Зелёный. LT 21 не встретил никакого сопротивления при высадке, тем не менее, до высадки был предпринят мощный обстрел, в том числе с ракетами с нескольких десантных средств. В 08:35 был создан береговой плацдарм, к 10:20 были выполнены все цели первого дня высадки. Из-за сложной местности морской пехоте не удалось связаться с командованием своей дивизии и вместо этого они передавали сообщения через штаб Шестой армии (отряд Аламо). К закату морские пехотинцы образовали периметр и перекрыли береговую дорогу, оборудовав блокпост. Благодаря этим действиям, японцы не могли перебрасывать подкрепления к позициям у аэродромов, но вторая дорога от горы Талаве на восток осталась открытой, поскольку американская разведка её не обнаружила.
Вскоре после высадки на западе японцы в ответ отправили две роты 53-го пехотного полка. В последующие дни морские пехотинцы вели бои с небольшими группами японцев. Японская артиллерия и миномёты с Дорф-пойнт обстреливали американский периметр. Стычки патрулей учащались, пока ранним утром 30 декабря две роты 53-го пехотного полка не атаковали морскую пехоту у Коффин-корнер. Воспользовавшись покровом темноты и сильного шторма, японцы предприняли сконцентрированную атаку вдоль узкого прохода между двумя горными хребтами, обороняемые американцами. После пятичасового боя с применением миномётов, пулемётов и артиллерии японцы были отброшены, потеряв 89 человек убитыми и пятерых попавшими в плен. Морские пехотинцы потеряли шестерых убитыми и 17 ранеными. После этого боя японцы не предпринимали атак на западный периметр. Японская артиллерия заняла позиции 31 декабря, но была встречена контрбатарейным огнём артиллерии 11-го полка морской пехоты. Морские пехотинцы работали, несмотря на сложную местность, чтобы привести орудия в действие. Хотя японцы в основном стремились избегать боеконтактов, поскольку большая часть их сил отступала для поддержки боевых действий на восточном побережье, стычки патрулей продолжались всё начало января 1944 года, когда японцы вступили в бой с патрулём пятого полка морской пехоты численностью в роту у мыса Дорф, который выдвинулся вглубь острова с восточного плацдарма. Раненые вместе с тяжёлым оборудованием были отправлены на кораблях 11 января, поскольку ранее этому препятствовала плохая погода. В дальнейшем LT 21 двинулся на восток к аэродромам и сбил японцев с позиции. 13 января LT 21 соединился с главными силами, которые в конце декабря захватили аэродромы.

### Высадка на востоке и наступление на аэродромы
Оставшаяся часть боевой группы 76 состоявшая из девяти APD, 14 LCI и 33 LST были направлены на восточный берег (пляжи Жёлтый-1 и Жёлтый-2). Первым высаживался седьмой полк морской пехоты с задачей захватить береговой плацдарм, в то время как первый полк морской пехоты (из которого был выделен отряд меньше батальона для отвлекающих действий у Тауали) должен был последовать за седьмым полком после первоначального штурма и пройти через линии седьмого полка для дальнейшего наступления на север в направлении аэродрома. Пятый полк морской пехоты оставался на борту в качестве резерва командующего и мог вступить в дело только по приказу Крюгера.
Перед выдвижением боевой группы на позиции под покровом темноты были отмечены и очищены подходы на пляже. В 06:00 за час и 45 мин до часа Н начался мощный корабельный обстрел. Крейсера вели огонь по целям на аэродромах, на пляжах и по высоте Цель. С наступлением часа Н конвойные эсминцы присоединились к обстрелу, после чего последовала тщательная скоординированная бомбардировка: пять эскадрилий B-24 и одна эскадрилья В-25 атаковали высоту Цель. Первая волна десантников высадилась с APD и пересела на двенадцать десантных катеров LCVP, шесть из них отправились к сектору Жёлтый 1, другие шесть к сектору Жёлтый 2. Когда APD отошли, LCVP начали движение к берегу. После того как В-25 нанесли свой последний удар, два LCI, оснащённые ракетами, разместились на флангах и приступили к обстрелу береговых укреплений.
Дым, поднимающийся от бомбардировок высоты Цель, затемнял пляжи и подходы и ненадолго затруднил высадку, некоторые части высаживались в неправильном месте. Тем не менее, первая волна высадилась в секторе Жёлтый 1 через минуту после часа Н, и через две минуты в секторе Жёлтый 2. В окрестностях этих двух пляжей не было встречено сопротивления, но небольшой отряд из третьего батальона седьмого полка морской пехоты, по ошибке высадившийся в 270 м к северо-западу от сектора Жёлтый 1 после броска через густые заросли в попытках найти прибрежную дорогу попал под огонь пулемётов с максимального расстояния из ряда бункеров. В течение утра последующие войска из первого полка морской пехоты высаживались на берег и прошли через порядки седьмого полка, чтобы начать наступление на север к аэродромам. Зона высадки к северу от Борген-бей была окружена болотами, была только узкая береговая полоса, вдоль которой морская пехоты при поддержке танков «Шерман» из первого танкового батальона. Это замедлило наступление вглубь острова и привело к сильному загромождению пляжей, затрудняя процесс разгрузки.
Этим утром японская авиация сначала была перенаправлена на Араве, но после заправки и перевооружения в Рабауле в 14:30 приступила к налётам на корабли Союзников вокруг пляжей высадки. Это привело к гибели эсминца USS Brownson с сотней человек экипажа и потерям на борту эсминцев USS «Шоу» и USS «Магфорд». Тем не менее, в ходе первого дня высадки на берег с каждой стороны мыса было высажено 13 000 чел войск и 7600 тонн грузов. Японская авиация начала нести потери от действий американских истребителей и корабельного зенитного огня. Сопротивление в главной зоне высадки сначала было ограничено только тыловыми войсками, которые были быстро сбиты. Поспешная контратака, предпринятая подошедшим из Накаропа вторам батальоном 53-го пехотного полка (майор Cинъити Такабэ) продолжалась весь день и вечер первого дня высадки и пришлась в основном против второго батальона седьмого полка морской пехоты под командованием подполковника Оделла М. Конолли. К концу дня седьмой полк морской пехоты удерживал плацдарм, 11-й полк морской пехоты выгрузил артиллерийские орудия, и первый полк морской пехоты начал медленное продвижение на север, вытянувшись в длинную колонну вдоль узкой дороги.
На следующий день морская пехота двинулась на запад, пройдя 4,8 км к своей цели, она наткнулась на японский блокпост, морские пехотинцы опознали место как точку Ад на восточном краю аэродромов. Позиция была хорошо замаскирована и оснащена противотанковыми и 75-мм полевыми орудиями. Отряды 19-го стройбата ВМС (приданные третьему батальону 17-го полка морской пехоты) работали над улучшением дорог, по которым продвигались американские войска, поскольку уже было выгружено большое количество груза. Для паромной переправы боеприпасов к фронту использовались гусеничные десантные машины. Однако интенсивные перевозки вкупе с сильным дождём вконец развезли узкую прибрежную дорогу. В результате осложнилась доставка боеприпасов из сектора Жёлтый и эвакуация раненых из боевых зон. 28 декабря был организован второй сектор высадки — Голубой на 6,4 км ближе к местам боёв, чтобы сократить сухой путь доставки грузов. В то же время американская бронетехника атаковала и продавила блокпост японцев. Морская пехота потеряла 9 убитыми и 36 ранеными, японцы потеряли, по меньшей мере, 266 человек убитыми.
Пятый полк морской пехоты, находившийся в резерве, во время первоначальной высадки был высажен на берег 29 декабря. В ходе высадки произошло некоторое замешательство, так как в последнюю минуту полку пришёл приказ высаживаться в секторе Голубой, вместо Жёлтый 1 и 2. В результате полк был высажен в обоих секторах, солдаты, высадившиеся в секторах Жёлтый, были вынуждены шагать или ехать на грузовиках до сектора Голубой. После высадки пятый полк предпринял фланговый манёвр на юго-запад, в то время как первый полк продолжил наступление вдоль берега. К концу дня морская пехота прорвала японскую оборону и захватила большую часть аэродрома. Японские авианалёты прекратились 29 декабря после установления плохой погоды. После этого возросла активность американской авиации вокруг Рабаула, что предотвратило японские авианалёты на мыс Глостер. В течение последних дней декабря морская пехота захватила аэродром и расширила свой периметр, включив в него ключевой объект местности — острый хребет в 1400 м к югу от взлётной полосы № 2 протянувшийся с севера на юг. В начале января рота Е второго батальона пятого полка морской пехоты установила связь с западным плацдармом в округ мыса Дорф на западном берегу.

### Наступление на бухту Борген
За несколько недель после захвата аэродрома американские войска выдвинулись на юг к заливу Борген, чтобы расширить периметр за пределы досягаемости японской артиллерии. В это время 5-й и 7-й полки морской пехоты сражались против остатков 53-го и 141-го японских пехотных полков, которые после первоначальной высадки американцев двинулись маршем от мыса Бушинг на север через труднопроходимую местность. 2 января произошёл ожесточённый бой у речки Самоубийц, когда наступающая морская пехота наткнулась на хорошо укрепившийся и замаскированный в густых джунглях отряд японцев из 53-го полка. Морские пехотинцы были остановлены и окопались у речки. На следующий день усиленная рота 141-го пехотного полка безуспешно контратаковала американские войска у высоты Цель. У речки Самоубийц разгорелись новые бои, японцы оказали упорное сопротивление, но американцам удалось его преодолеть к 4 января при поддержке танков и артиллерии.
После перегруппировки 5 января американские войска захватили хребет Аогири и 6 января — высоту 153, после чего произошёл бой на возвышенности у высоты 660. Продвижение морской пехоты замедляла плохая погода, пересечённая местность и сопротивление японцев. 16 января 1944 года после трёх дней боёв американские морские пехотинцы захватили позицию, потеряв 50 человек убитыми, у японцев были убиты 200 человек. Падение этой позиции положило конец японским оборонительным действиям в зонах на мысе Глостер и заливе Борген. После этого Мацуда отвёл свои войска (1100 человек), уступив территорию и неповреждённый командный пункт американцам.

## Переброска войск
27 декабря 1943 года высадились главный сапёр и его люди. 30 декабря они обследовали два японских аэродрома. Сапёры обнаружили, что аэродромы заросли травой аланг-аланг метровой высоты и что японцы даже не пытались построить требуемые осушительные системы или переделать взлётно-посадочные полосы. Они решили ничего не делать с первой полосой и сосредоточиться на второй полосе. 2 января прибыл 1913-й авиационный сапёрный батальон, 10 января — 864-й, 17 января — 841-й. Часы работы сапёров были ограничены до 8 января 1944 года световым днём в связи с решением командира боевой группы о затемнении и сильными и продолжительными, шедшими с 27 декабря 1943 года до 21 января 1944 года (еженедельно выпадало по 254 мм осадков). Американцы извлекли грунт, состоявший в основном из травяного перегноя на глубине от 91 до 183 см с двух третей площади и сделали насыпь (субстрат) из красного вулканического пепла, который пришлось везти из ближайшего источника в 13 км от места работ. Поверху были уложены маты Марстона, которые начали прибывать только 25 января 1944 года, что привело к дальнейшей задержке. К 31 января можно было использовать 1200 м взлётно-посадочной полосы, а к 18 марта ВВП длиной 1600 м была окончена полностью. Из-за натуральных препятствий её не удалось протянуть до полной стандартной длины в 1800 м, как первоначально планировалось, зато были четыре 30 × 229 м тревожные зоны, 80 стоянок, контрольная вышка, рулёжные дорожки, вспомогательные пути и оборудование для четырёх эскадрилий.
В январе на ВВП мыса Глостер совершили посадку самолёты «Бичкрафт» и С-47. 9 января командир отряда Аламо генерал-лейтенант Уолтер Крюгер и бригадный генерал Фредерик Смит обследовали ВВП. По их оценкам, 8-я истребительная группа могла прибыть уже 15 января, что было нелегко, так как строительство авиабазы не было закончено, аэродром был заполнен транспортными самолётами, доставлявшими необходимые материалы. 13 февраля прибыла 35-я истребительная эскадрилья, 23 февраля — 80-я. Из-за сильных дождей грязь начала просачиваться через отверстия в стальных планках, ВВП стала скользкой. Это не беспокоило 35-ю истребительную эскадрилью, летавшую на лёгких и прочных Р-40, но пилоты 80-й истребительной эскадрильи, стали промахиваться на своих Р-38. Генерал-майор Эннис Уайтхед, командующий передовым эшелоном пятого воздушного флота решил передвинуть 8-ю истребительную группу в Надзаб и заменить её эскадрильями Р-40 австралийских ВВС (RAAF) с острова Киривина. 11 марта 78-е крыло RAAF начало выдвигаться на мыс Глостер. 14 марта прибыла 80-я эскадрилья, 16 марта — 78-я, спустя два дня — 75-я. 78-е крыло обеспечило воздушную поддержку первой дивизии морской пехоты, помогало РТ-катерам в море и обеспечивало жизненно важное воздушное прикрытие для конвоев, направлявшихся к островам Адмиралтейства, где шла военная кампания. Операции шли в высоком темпе до 22 апреля, пока 78-е не получило приказ готовиться к десантной операции на острове Новая Голландия (в Джаяпуре) и в г. Аитапе.
Для поддержки действий авиации было доставлено 18 тыс. американских баррелей сырой нефти и танкерный причал, его соединили с пятью нефтехранилищами, вся эта система начала работать в мае 1944 года. 19-й военно-морской строительный батальон сооружал столбы и ряжи (40 × 160 м) для транспортов типа «Либерти». Строительство было закончено в апреле 1944 года когда 19-й батальон отбыл на острова Рассел вместе с 1-й дивизией морской пехоты. Кроме этого были построены: открытый склад площадью 74 тыс. м², закрытый склад — 11 тыс. м², склад холодильник объёмом 150 м³, госпиталь на 500 коек (закончен в мае 1944 года), система водоснабжения ёмкостью 30 тыс. амер. галлонов ежедневно. Несмотря на проблемы с дорожным материалом были построены 56 км двухполосных всепогодных дорог, покрытых песком, глиной, вулканическим пеплом и пляжной галькой. Древесина была получена на месте, и лесопилка, управляемая 841-м сапёрным авиационным батальоном, произвела 2400 м³ пиломатериалов.

## Последствия

### Оценки
В ходе сражения за мыс Глостер американцы потеряли 310 убитыми и 1083 ранеными, японские потери за период с декабря 1943 года до января 1944 года превысили 2 тыс. чел. убитыми. В итоге, согласно историку Джону Миллеру, мыс Глостер так никогда и не стал важной военно-воздушной базой". Планы перебросить 13-ю воздушную армию были отменены в августе 1944 года. Оценивая операцию некоторые историки как Миллер и Сэмюэль Эллиот Морисон утверждали, что она имела ограниченную стратегическую значимость в рамках операции «Колесо обозрения». Морисон называет операцию: «потерей времени и сил». Всё же взлётно-посадочная полоса сыграла важную роль в поддержке операции на островах Адмиралтейства, начавшейся в феврале 1944 года и как аварийный аэродром для самолётов, повреждённых в ходе налётов на Кавианг и Рабаул. Аэродром использовался до апреля 1945 года. В июне база на мысе Глостер стала частью базы F в Финшхафене.

### Дальнейшие операции
В то же время американские и австралийские силы высадились на Длинном острове в 130 км к северо-западу, где в декабре оборудовали радарную станцию. Отряд Аламо переключил своё внимание на высадку в Сайдоре в январе 1944 года в рамках следующей фазы Новогвинейской операции. В середине января командующий 17-й дивизии Ясуши Сакаи запросил разрешение эвакуировать свой командный пост из западной части Новой Британии. 16 февраля американские патрули с мыса Глостер и Араве соединились у Гилнита. 12 февраля рота первого полка морской пехоты высадилась на острове Рук с шести LCM, чтобы зачистить остров от японцев. Высадившись на берегу без сопротивления морские пехотинцы выслали патрули для обследования острова. Обнаружив, что остров оставлен японцами они 20 февраля вернулись на мыс Глостер. Начиная с 23 февраля, японские войска в западной части Новой Британии стремились оторваться от американцев и выдвинуться в район Таласеа. Патрули морской пехоты поддерживали давление, произошло несколько незначительных боёв в центре острова и вдоль его северного побережья.
Операции по зачистке мыса Глостер продолжались всё начало 1944 года, хотя к февралю 1944 года ситуация достаточно стабилизировалась, для того чтобы американские стратеги начали подготовку к расширению плацдарма ещё дальше на восток. В начале марта 1944 года американцы высадились в Таласеа на северном побережье Новой Британии, что привело к общему отступлению японцев к мысу Хоскинс и Рабаулу. 23 апреля 1944 года первая дивизия морской пехоты была снята с фронта и заменена на 40-ю пехотную дивизию армии США, прибывшую с Гуадалканала. В дальнейшем на Новой Британии установилось затишье, американские войска сосредоточили свои усилия в основном на западной оконечности острова, решив обойти Рабаул, в то время как японцы оставались близко к Рабаулу на противоположном конце острова. Позднее американцы передали ответственность за операции на Новой Британии австралийцам. В ноябре 1944 года австралийцы провели высадку в заливе Жакино и провели ограниченную наступательную операцию в заливе Уайлд чтобы обезопасить бухты и запереть крупные силы противника на полуострове Газель, где они и остались до конца войны.

## Комментарии
1. ↑  Стальные плиты с отверстиями